# Walter Schröder (Pastor)
Walter Georg Karl Schröder (* 30. April 1884 in Anklam; † 5. Mai 1955 in Berlin-Köpenick) war ein deutscher evangelischer Geistlicher und Schriftsteller.

## Leben
Walter Schröder besuchte das Gymnasium seiner Heimatstadt. Nach dem Abitur studierte er ab 1903 an der Universität Halle und an der Universität Greifswald evangelische Theologie und klassische Philologie. Nach Tätigkeit als Lehrer in Neubrandenburg und Redakteur einer Tageszeitung legte er im September 1914 die erste theologische Prüfung ab.
Er wurde 1914 Vikar an der Lutherkirche in Pommerensdorf bei Stettin, bis er im April 1917 die zweite theologische Prüfung ablegte. Im September desselben Jahres wurde er zum Pastor ordiniert und wurde anschließend hauptamtlicher Geschäftsführer der Pommerschen Frauenhilfe und des Evangelisch-Kirchlichen Hilfsvereins in Stettin. Außerdem betätigte er sich in Stettin kommunalpolitisch und kulturell.

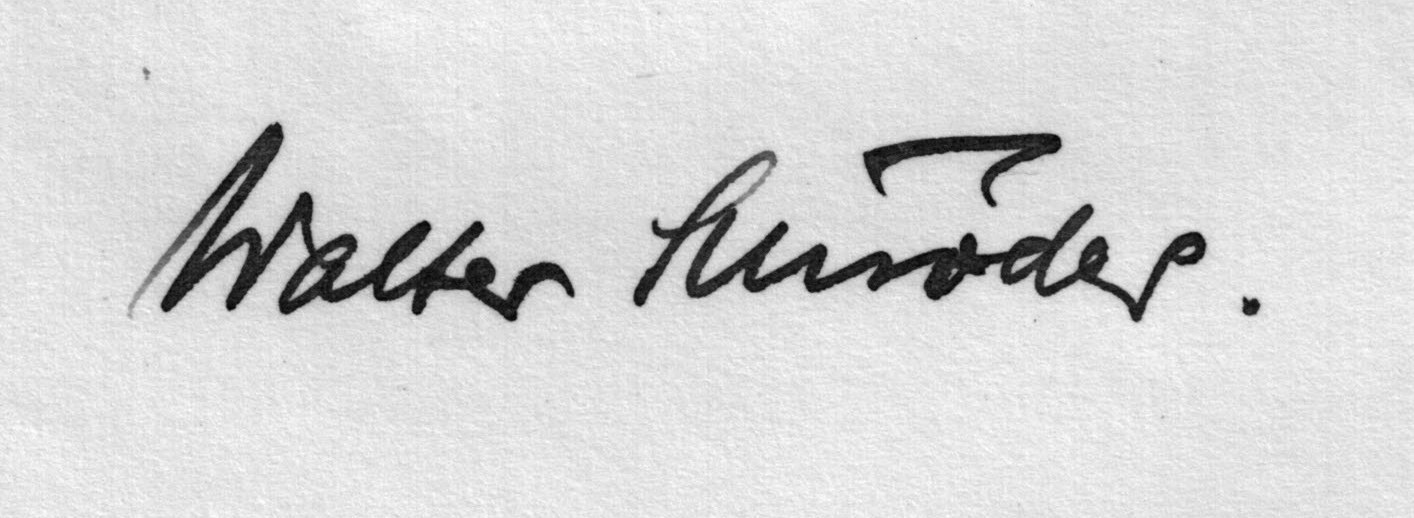
Unterschrift Walter Schröder (1942)

1928 übernahm er eine Pfarrstelle in Reinberg und studierte Volkswirtschaftslehre in Greifswald. Anfang 1933 übernahm er im Auftrag der Stadt Berlin ein Erziehungshaus.
1934 wurde er Vorsitzender des Reichspommernbundes und der plattdeutschen Vereinigung für Berlin und Mark Brandenburg. Er versuchte, seine Intentionen in diesem Gebiet mit dem Nationalsozialismus in Einklang zu bringen.
Nach dem Krieg arbeitete er in der Heimseelsorge.

## Wirken
Schröders wichtigstes Engagement betraf die plattdeutsche Sprache. Er war wesentlich an der Wiedereinführung des Plattdeutschen in der Kirche beteiligt. Nach der Gründung eines pommerschen Landverbandes plattdeutscher Vereine wurde der erste plattdeutsche Gottesdienst in der Bugenhagenkirche in Stettin gefeiert. In den folgenden Jahren wurde ein plattdeutsches Liederbuch herausgegeben, und 1923 fand eine niederdeutsche Woche in Stralsund statt.
Zum 50. Todestag von Fritz Reuter 1924 leitete Schröder einen plattdeutschen Festgottesdienst in Eisenach. 1927 und 1928 veröffentlichte er eine Sammlung von Daten zu 115 Pastoren, die auf plattdeutsch predigten.
Schröder arbeitete an einem Zusammenschluss, der allerdings erst 1990 durch die Gruppe Plattdüütsch in de Kark gegründet wurde.

## Ehrungen
- 1925 Licentiat für seine kirchlich-soziale Arbeit (verliehen von der theologischen Fakulität der Universität Greifswald)

## Werke
- Snurrig Minschen, 1907
- Schnickschnack, 1908
- Frisch sei das Herz, 1910
- Am Wege. Neue Gedichte 1912
- Auf sonnigen Pfaden. Allerlei Kinderreime gesammelt, 1915;
- Ick weit einen Eikbom, H. 1, 1916; H. 2, 1917;
- Von Hus un Heimat, 1920, 19222, 19253, 19344, 19395 (jeweils »vermihrt Uplag«);
- Plattdütsch Kirchenleeder un plattdütsch Gottesdeinst-Ornung, 1921, 19222 (vermihrt Uplag), 19253, 19324;
- Plattd. Gottesdienste in Pommern, in: Pommernkalender 3, 1922, 62–65;
- Hrsg.: Plattdütsch Sprak un Ort. Amtliches Nachrichtenblatt för den Plattdütschen Landsverband Pommern, 1922–23;
- Des Jahres Runde. Ein Bilderbuch für Groß und Klein. Von Marianne La Grange. Verse von W. S., 1924;
- Im Wanderschritt des Lebens, 1929;
- Der 2. Thessalonicherbrief, 1929;
- Plattd. Lyrik mit bes. Beziehung auf Pommern, 1930;
- Zielsetzung der »Pommerschen Heimatpflege«, in: Pommersche Heimatpflege I, 1930, H. 3, 77–80;
- Klaus-Groth-Briefe, 1931;
- Plattd. Gottesdienste, in: Demminer Tageblatt, 100. Jg., Nr. 305, 31. Dezember 1931, 20. Beiblatt;
- Von niederdeutschen Dichtern. Gesammelte Aufsätze, 1932;
- Wallenstein vor Stralsund. Aus der [plattd.] Predigt bei der 700-Jahr-Feier der Stadt Stralsund am 24. Juli 1934 (loses Blatt im Nachlaß); *Wege ins Licht. I, Worte fürs Leben, 1937;
- II, Worte des Glaubens, 1939; Märkische Balladen, 1939;
- Wenn die Heimatglocken läuten, 1939, 19432;
- Von der Düne zum Bunker. Pommersche Dichtung I, 1940;
- Hrsg.: II, Von der Düne, 1940;
- Land am Meer. Pommersche Dichtung der Gegenwart, 1943;
- Esther. Religiöses Schauspiel, 1954 (unveröffentlicht).

### Vertonte Texte
- Motette „Hew kein Angst nich un Furcht“ (1924) v. Philipp Gretscher (1859–1937)
- Ders.: Drei geistl. Gesänge auf plattd. Gedichte von W. S., 1927
- Albert Fröhling (Hrsg.): Pommernsang, ein plattdütsch Liederbauk, 1926
- W. S.: Gedichte, de sungen warden könen, davon vier zweifach vertont, in: Von Hus un Heimat, 19344, 78 (24 Texte)